# Балка Водяна
Балка Водяна (рос. Б. Водяна; б. Водяная) — балка (річка) в Україні у Синельниківському й Павлоградському районах Дніпропетровської області. Права притока річки Березнегуватої (басейн Дніпра).

## Опис
Довжина балки приблизно 23,71 км, найкоротша відстань між витоком і гирлом — 20,64 км, коефіцієнт звивистості річки — 1,15. Формується багатьма балками та загатами. На деяких ділянках балка пересихає.

## Розташування
Бере початок на північно-західній околиці села Зайцеве. Тече переважно на північний захід через село Червона Долина і на північно-східній стороні від села Карабинівка впадає у річку Березнегувату, ліву притоку річки Самари.
Населені пункти вздовж берегової смуги: Нове, Оженківка, Дачне.

## Цікаві факти
- У селі Червона Долина балку перетинає автошлях М04[3] (Автошля́х М-04 (Знам'янка — Луганськ — Ізварине (державний кордон з Росією) — автомобільний шлях міжнародного значення на території України.).
- У XX столітті існували водокачки, газгольдери та газові свердловини[2].